# Anii 50
Anii 50 au fost un deceniu care a început la 1 ianuarie 50 și s-a încheiat la 31 decembrie 59.

## Evenimente
- Împăratul roman Claudius este asasinat (54), lui succedându-i Nero
- Imperiul Tocharian este unificat sub Kujula Kadphises, devenind Imperiul Kușian.
- Budismul este introdus în China de împăratul Ming

## Personalități marcante
- Claudius, împărat roman (41 - 54).
- Nero, împărat roman (54 - 68).
- Kujula Kadphises, împărat kușian
- Paul din Tarsus, apostol creștin
- împăratul Ming al Dinastiei Han